# Naomi Replansky

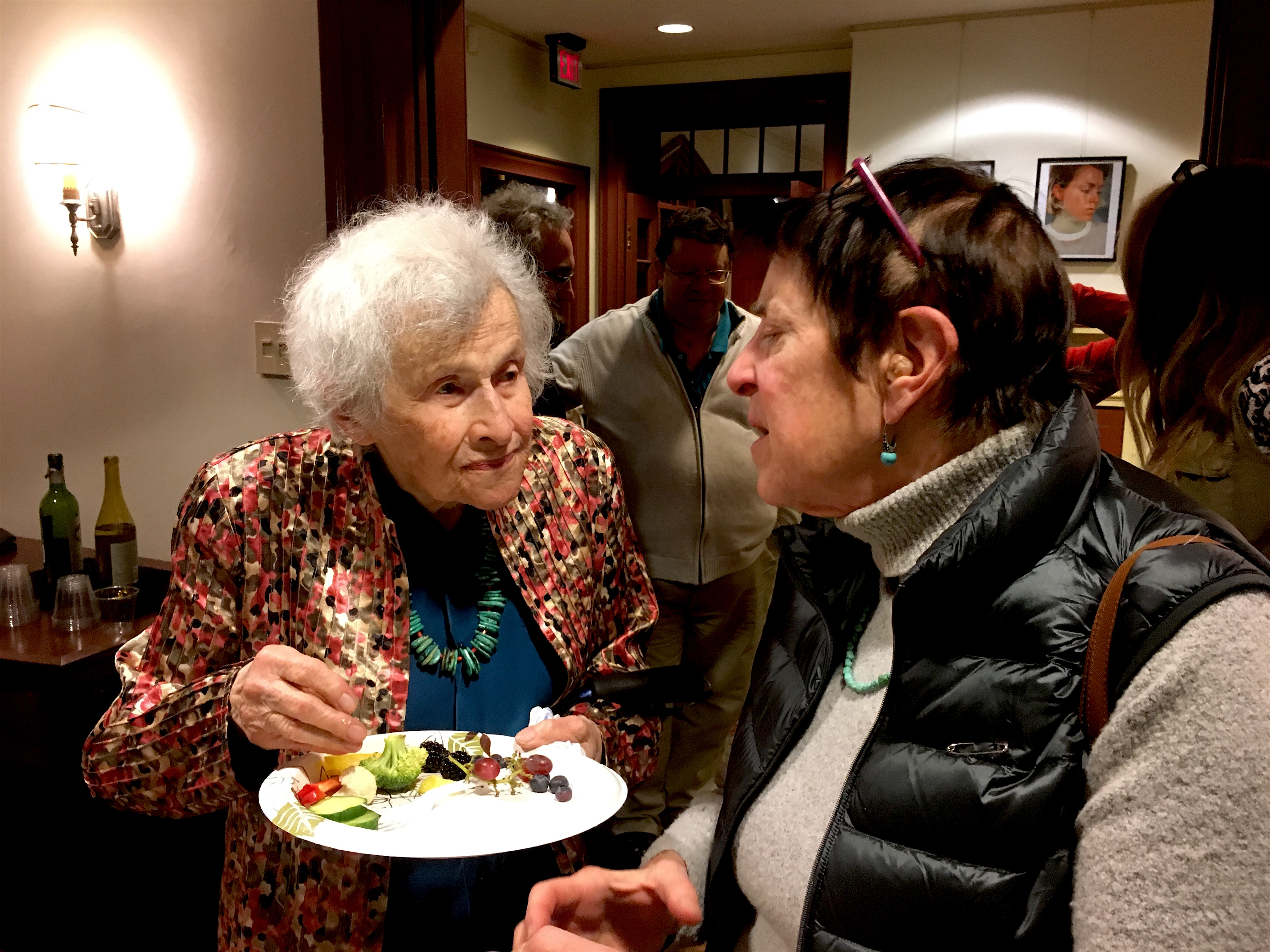
Naomi Replansky (links) mit Rachel Blau du Plessis im Kelly Writers House 2016

Naomi Replansky (geboren 23. Mai 1918 in Bronx, New York City; gestorben 7. Januar 2023 in Upper West Side, New York City) war eine US-amerikanische Lyrikerin. Nach Erscheinen ihres Gedichtbands Ring Song wurde sie 1953 für den National Book Award nominiert. Für den Gedichtband Collected Poems wurde sie 2013 mit dem William Carlos Williams Award ausgezeichnet.

## Leben
Replansky wurde 1918 als Tochter von Sol Replansky und Fannie, geborene Ginsberg, in der Bronx geboren und wuchs in einer jüdischen Familie in ärmlichen Verhältnissen auf. Nach der James Monroe High School schrieb sie sich am Hunter College in Manhattan in Geschichte ein, machte aber keinen Abschluss, sondern brach das Studium ab, um zu arbeiten. Zwischen 1930 und Ende der 1970er Jahre zog Replansky zwischen New York, Paris, San Francisco und Los Angeles hin und her. In den 1950er Jahren besuchte sie schließlich die University of California, Los Angeles, wo sie einen Bachelor in Geografie erwarb. Replansky lebte die meiste Zeit ihres Erwachsenenlebens in Los Angeles und San Francisco. 1949 jedoch entzog ihr das Außenministerium den Reisepass, den sie erst zehn Jahre später wieder zurückbekam. Replansky machte politisches Engagement für linke Bewegungen und ihre Bekanntschaft mit Richard Wright und Bertolt Brecht dafür verantwortlich.
Replansky verbrachte viele Jahre damit, ihren Lebensunterhalt außerhalb der Poesie etwa als Dreherin, Stewardess auf einem Ozeandampfer, medizinische Redakteurin oder Lochkarten-Programmiererin zu verdienen. Später wurde sie jedoch Dozentin für Poesie am Pitzer College in Kalifornien und unterrichtete das Fach auch am Henry Street Settlement in der Lower East Side von Manhattan. Nach der Rückkehr aus Kalifornien lebte sie bis zu ihrem Lebensende in der Upper West Side von Manhattan.

## Literarisches Werk
Replansky schrieb ihr erstes Gedicht mit 10 Jahren, in dem sie die Eindrücke des Films Metropolis verarbeitete. Seit 1939 veröffentlichte sie Gedichte in Literaturzeitschriften. Auch in diverse Anthologien wurden ihre Gedichte aufgenommen. Insgesamt hat sie vier eigene Gedichtbände veröffentlicht. Ihren ersten Gedichtband Ring Song brachte sie jedoch erst 1952 heraus und wurde damit 1953 Finalistin für den National Book Award. Über die anschließende Veröffentlichungspause sagte sie: „Ich schreibe langsam“. Der kleine Gedichtband Twenty-One Poems (Einundzwanzig Gedichte) enthält Versionen von Werken aus den beiden anderen Sammlungen. The Dangerous World enthält zweiundvierzig neue Gedichte sowie fünfundzwanzig überarbeitete Gedichte aus Ring Song. Die Präzision ihrer Arbeit deutet auf einen wachen Geist und einen ungewöhnlichen Grad an Perfektionismus in der handwerklichen Ausführung ihrer Gedichte hin.
Der Gedichtband Collected Poems enthält viele zuvor unveröffentlichte Werke. Der Band Collected Poems wurde 2013 mit dem William Carlos Williams Award der Poetry Society of America ausgezeichnet und war Finalist für den Poets' Prize 2014.
Als wichtige poetische Vorbilder benannte Replansky William Blake, Volkslieder, George Herbert, Emily Dickinson und japanische Poesie.
Replanskys Gedichte Epithap und 1945 sind in Band 278 der Library of America mit dem Titel „War No More: Three Centuries of American Antiwar & Peace Writing“ enthalten.

## Rezeption
Margalit Fox von der New York Times beschrieb Replanskys Lyrik als jahrzehntelang „eifrig gefeiert und doch seltsam unbekannt“, was darauf zurückzuführen sei, dass ihr sparsamer Stil und das unbeirrbare Reimen Mitte des 20. Jahrhunderts für viele Dichter und Kritiker unmodern gewesen sei. Im Laufe der Jahre wurde ihr Werk jedoch von David Ignatoff, Marie Ponsot, Grace Paley und Ursula K. Le Guin gelobt. George Oppen schrieb 1981 über sie: „Naomi Replansky muss zu den brillantesten amerikanischen Dichtern gezählt werden. Dass sie noch nicht angemessen gewürdigt wurde, ist eines der größten Rätsel der Welt der Poesie.“ Elizabeth Gunderson sagte in Booklist online über The Dangerous World: „Mit zeitloser Anmut lässt sie jedes Gedicht mit kraftvollen Formulierungen und universeller Erfahrung köcheln.... Replansky präsentiert uns ein zeitloses Werk in einer Sammlung, die man sich nicht entgehen lassen sollte.“
Replanskys Werk war Gegenstand eines längeren Artikels in der Los Angeles Review of Books, in dem der mit dem National Book Award zweimal ausgezeichnete Lyriker Philip Levine zitiert wird, der Replansky als eine „zutiefst politische Dichterin, entsetzt über die Grausamkeit, Gier und Korruption der Herren der Nationen und Unternehmen, entsetzt und wütend“ bezeichnete. Dennoch vermeide sie die Rolle der Protestdichterin und ziehe es stattdessen vor, die intensive Verletzlichkeit einzelner menschlicher Subjekte in einem Versstil zu dramatisieren, der sowohl zart als auch hartnäckig ist. Man lebe mit Replanskys Gedichten, anstatt sie einfach nur zu lesen oder zu hören, denn sie sprächen mit Intensität und Prägnanz wesentliche menschliche Anliegen an: „die Sehnsucht nach Zugehörigkeit und den damit einhergehenden Schmerz des Ausgeschlossenseins; die Wut gegen Ungerechtigkeit; das Bewusstsein der eigenen Verletzlichkeit, insbesondere derjenigen, die mit dem Älterwerden einhergehe; und die tiefe Freude darüber, wahre Gemeinschaft mit anderen oder Gemeinschaft mit sich selbst zu erfahren.“
In den 50er Jahren wurde Replansky auch für ihre Übersetzungen aus dem Deutschen von Hugo von Hofmannsthal und Bertolt Brecht bekannt; Brechts „Der Sumpf“, den der Komponist Hanns Eisler als eine von fünf „Hollywood-Elegien“ vertonte, war lange Zeit nur in ihrer Fassung („The Swamp“) bekannt, bis das Original unter Peter Lorres Nachlass wieder auftauchte und in der Frankfurter Ausgabe von 1997 veröffentlicht wurde. Ihre Übersetzung von Brechts Stück „Die heilige Johanna der Schlachthöfe“ wurde als „St. Joan of the Stockyards“ von der Encounter Theater Company am Broadway aufgeführt.
Der Dokumentarfilm Naomi Replansky at 100 von Megan Rossman erhielt mehrere Auszeichnungen. Ein Porträt von Replansky in Öl auf Leinen des Künstlers Joseph Solman befindet sich in der ständigen Sammlung des Hirshhorn Museum and Sculpture Garden in der Smithsonian Institution in Washington, D.C.
Ihre letzte öffentliche Lesung hielt sie am 10. Dezember 2022, weniger als einen Monat vor ihrem Tod.

## Privates
Seit 1964 lebte sie in der Upper West Side von Manhattan mit ihrer Frau Eva Kollisch, einer Schriftstellerin und langjährigen Professorin für vergleichende Literatur und Frauenstudien am Sarah Lawrence College. Nachdem sie seit den 1980er Jahren ein Paar waren, heirateten Replansky und Kollisch im Jahr 2009.
Replansky starb am 7. Januar 2023 im Alter von 104 Jahren in ihrem Haus.

## Veröffentlichungen
Gedichtbände
- Ring Song. Poems. Charles Scribner's Sons, New York 1952, OCLC 645762637.
- Twenty-One Poems. Old and New. Gingko Press, New York 1988, OCLC 1256740478.
- The Dangerous World. New and Selected Poems, 1934-1994. Another Chicago Press, 1994, ISBN 978-0-929968-35-3.
- Collected Poems. Black Sparrow Book / David R. Godine, Boston 2012, ISBN 978-1-57423-215-8.

Anthologien mit Gedichten von Replansky
- Florence Howe (Hrsg.): No More Masks! An Anthology of Twentieth-Century American Women Poets. 3. überarbeitete und erweiterte Auflage. Harper Perennial, New York 1994, ISBN 978-0-06-096517-4 (Erstausgabe:  1973).
- Ernest M. Robson, Jet Wimp (Hrsg.): Against infinity. An anthology of contemporary mathematical poetry. Primary Press, Parker Ford, PA 1979, ISBN 978-0-934982-00-9.
- Charles Adés Fishman (Hrsg.): Blood to remember. American poets on the Holocaust. 2. überarbeitete Auflage. Time Being Books, St. Louis, Montana 2007, ISBN 978-1-56809-112-9 (Erstausgabe: Texas Tech University Press, Lubbock, Texas  1990).
- Sandra M. Gilbert (Hrsg.): Inventions of farewell. A book of elegies. W. W. Norton & Co., New York 2001, ISBN 978-0-393-04972-5.
- Estelle Gershgoren Novak (Hrsg.): Poets of the non-existent city. Los Angeles in the McCarthy era. University of New Mexico Press, Albuquerque 2003, ISBN 978-0-8263-2951-6.